# بیلی لوک
بیلی لوک (انگلیسی: Billy Luke; ۱۷ دسامبر ۱۸۹۰ – ژانویهٔ ۱۹۹۲) بازیکن فوتبال اهل بریتانیا بود.
از باشگاه‌هایی که در آن بازی کرده‌است می‌توان به باشگاه فوتبال پرستون نورث اند اشاره کرد.